# Scrobipalpa acuminatella
Scrobipalpa acuminatella es una polilla de la familia de los gelequíidos. 
Se encuentra en la mayor parte de Europa, así como en Turquía, el sur de Siberia, Asia Central (Afganistán, Irán septentrional, Kazajistán occidental) y China (Anhui). Recientemente se informó desde Canadá, con registros de Ontario y Quebec.
La envergadura oscila de 10,5 a 14,5 mm. Las polillas viven durante los meses de abril a agosto dependiendo de la ubicación.

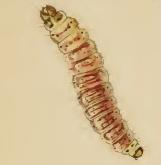
Larva

Las larvas se alimentan de especies de Carduus y Cirsium, pero también de "cardo de algodón", especie de Artemisia, y Serratula tinctoria.